# Militärverlag der Deutschen Demokratischen Republik

Signet des Militärverlages der DDR von 1972 bis 1990

Der Militärverlag der Deutschen Demokratischen Republik, von 1956 bis 1960 Verlag des Ministeriums für Nationale Verteidigung, dann bis 1973 Deutscher Militärverlag, in Berlin (Ost) war ein staatlicher Verlag der DDR, der vor allem militärwissenschaftliche, militärhistorische und militärtechnische Bücher und Zeitschriften publizierte, aber auch belletristische und Memoirenliteratur.

## Geschichte
Der Verlag ging aus der Publikationsabteilung des Ministeriums des Inneren der DDR hervor, die nach der Zusammenlegung mit dem Verlag für Polizeifachliteratur ab Dezember 1955 als Verlag der Kasernierten Volkspolizei arbeitete. Dieser wurde am 25. Mai 1956 auf Anordnung des Ministeriums für Nationale Verteidigung (MfNV) in Verlag des Ministeriums für Nationale Verteidigung mit Sitz in Berlin umbenannt, ab dem 16. August 1960 hieß er Deutscher Militärverlag (DMV). Die Namensänderung in Militärverlag der Deutschen Demokratischen Republik (VEB) erfolgte am 1. Juni 1973. Der Verlag war offiziell ein Betrieb der NVA mit dem rechtlichen Status eines Volkseigenen Betriebes, welcher der Politischen Hauptverwaltung des Ministeriums für Nationale Verteidigung unterstellt war. Die zivilen Mitarbeiter waren Zivilbeschäftigte der Nationalen Volksarmee. 1989 zählte der Verlag 430 Mitarbeiter, von denen rund 100 NVA-Offiziere waren.
Noch vor der Deutschen Wiedervereinigung wurde der Verlag zum 29. Juni 1990 in zwei GmbHs geteilt. Während der ehemalige Militärbilddienst von der Firma Fotag als Ausgründung früherer Mitarbeiter weitergeführt wurde, erhielt der Buchverlag den neuen Namen Brandenburgisches Verlagshaus und ging eine Vertriebskooperation mit dem auf Militaria spezialisierten Verlag Mittler & Sohn ein. Der bereits vereinbarte und für Oktober 1991 geplante Verkauf an die Herforder Maximilian-Mediengruppe, zu der Mittler & Sohn gehört, scheiterte überraschend am 11. September 1991, als die Treuhandanstalt das Verlagsgebäude an allen Beteiligten vorbei an ein Nürnberger Unternehmen verkaufte. Die Reste des in der Folge stark geschrumpften Verlages gelangten 1993 als Brandenburgische Verlagshaus GmbH unter das Dach der Verlagsgruppe Dornier. Dort endete 1998 die Verlagsgeschichte nach Einstellung des Programms und der Entlassung der beiden letzten Mitarbeiter. Im Siegler Verlag, an den die Namensrechte gegangen waren, erschienen gelegentlich noch Bücher unter dem Imprint Brandenburgisches Verlagshaus. Nach der Vereinigung des Siegler Verlages mit der Edition Lempertz im Jahre 2003 blieb der Name Brandenburgisches Verlagshaus erhalten. Unter diesem werden weiterhin vor allem militärhistorische Schriften veröffentlicht und vertrieben.
Der Militärverlag wurde im November 2009 zu gleichen Teilen von den Verlegern Matthias Oehme (Das Neue Berlin) und Frank Schumann (Edition Ost) mit allen Rechten käuflich erworben. Unter dem Dach der Eulenspiegel Verlagsgruppe erscheinen ab Herbst 2010 Bücher unter dem Label „Militärverlag“. Dabei erfolgt die Konzentration der Verlagstätigkeit auf vier Felder: Neuauflagen von Werken der Verlagsproduktion 1956–1990, die Reflexion der Geschichte von NVA und Warschauer Pakt, regionale Militärgeschichte sowie die publizistische Auseinandersetzung mit der Militärpolitik der Bundesrepublik Deutschland und der NATO.

## Verlagsprogramm
Zum Programm gehörten militärische und militärtechnische Fachliteratur, Zeitungen und Zeitschriften.

### Periodika
Die folgenden Zeitschriften und Zeitungen erschienen im Verlag:
- Armeerundschau, Monatszeitschrift für die NVA, erschien von 1956 bis 1990
- Fliegerrevue, erscheint seit 1952, erst unter dem Titel „Flügel der Heimat“ dann „Aero-Sport“
- Funkamateur, erscheint seit 1952
- Modellbau heute, erschien von 1970 bis 1993
- Militärgeschichte, erschien von 1962 bis 1990, erst unter dem Titel „Zeitschrift für Militärgeschichte“
- Militärtechnik, erschien von 1961 bis 1990 (ZDB-ID 954990-0)
- Militärwesen, Zeitschrift für Militärpolitik und Militärtheorie, erschien von 1957 bis 1990
- Poseidon, Zeitschrift für Tauchsport, erschien von 1952 bis 1991, zunächst als Ausgabe D der Sport und Technik, 1958 bis 1952 als „Seesport“ (ZDB-ID 600081-2)
- Rückwärtige Dienste, erschien von 1962 bis 1971, erst unter dem Titel „Informationsblatt der Rückwärtigen Dienste“ (ZDB-ID 1154289-5)
- Sport und Technik, Zeitschrift der GST, erschien von 1952 bis 1990, zeitweise als „Sport und Technik in Wort und Bild“ (ZDB-ID 600658-9)
- Volksarmee, Wochenzeitung, erschien von 1956 bis 1990 (ZDB-ID 43283-0)
- Zeitschrift für Militärmedizin, erschien zweimonatlich von 1960 bis 1990 (ZDB-ID 603480-9)

### Bücher
Daneben wurden Bücher zu militärhistorischen Themen und Memoiren führender Militärpersonen herausgebracht. Ebenso gehörten Belletristik zu militärischen Themen und propagandistisch zur Stärkung des „sozialistischen Kampf- und Wehrbewusstseins“ nutzbare Literatur zum festen Bestandteil des Verlagsprogramms. Der Militärverlag veröffentlichte aber auch Science Fiction, die in der DDR utopische Literatur genannt wurde. Technische Sachliteratur ohne unmittelbaren militärischen Bezug wurde zu Themen der angewandten Elektronik, insbesondere der Mikroelektronik und Mikrocomputertechnik, und zur Raumfahrt herausgegeben. Zu den Buch- und Heftreihen des Verlages gehörten unter anderem:

#### Militärschriften
- Armee und Technik
- Militärwissenschaftliche Aufsätze
- Populärwissenschaftliche Bibliothek
- Dienst-Vorschrift
- Einführung in die Ballistik
- Erinnerungen aus dem zweiten Weltkrieg und dem antifaschistischen Widerstandskampf
- Militärische Erziehung und Ausbildung
- Der junge Funker
- Gewehre in Arbeiterhand
- Kämpfende Kunst
- Schriftenreihe Luftschutz
- Kleine Militärgeschichte
- Militärpolitik
- Illustrierte Reihe für den Typensammler
- Kriege nach 1945

#### Belletristisches
- Erzählerreihe (begann 1958 mit dem ersten Heft Das Attentat von Wolfgang Schreyer)
- Kleine Erzählerreihe (begann 1960 mit Heft 30 als Fortsetzung der Broschürenreihe des Verlags Sport und Technik)
- Das Taschenbuch (ab 1969)
- Tatsachen (Heftromanreihe, ab 1961)